# تيم ليمونز
تيم ليمونز هو مهندس مدني وسياسي أمريكي، ولد في 1962 في مونتايسلو في الولايات المتحدة. نشط حزبياً في الحزب الجمهوري. وقد انتخب عضو مجلس نواب أركنساس ‏.